# Peter Neerup Buhl
Peter Neerup Buhl, född den 4 mars 1968, är en dansk politiker, författare, översättare och entomolog.
Han var styrelsemedlem i Danskernes Parti mellan 2015 och 2017. Buhl är även sedan länge medlem i Den Danske Forening och har skrivit i föreningens medlemstidning Danskeren sedan 1989, han var även styrelseledamot mellan 1993 och 2001.
Buhl har skrivit biografier om Christian Emil Krag-Juel-Vind-Frijs, Hans Jacob Hansen, Gudmund Schütte och Thorkild Gravlund samt flera böcker om invandring.
Som amatörentomolog har han skrivit omkring 150 artiklar och bland annat beskrivit cirka 1 000 nya arter av brokparasitsteklar. Auktorsnamnet Buhl kan användas för Peter Neerup Buhl i samband med ett vetenskapligt namn inom zoologin; se Wikipedia-artiklar som länkar till auktorsnamnet.